# Helen Frances James
Helen Frances James (née le 22 mai 1956) est une paléontologue — paléornithologue — américaine qui a beaucoup publié sur les oiseaux éteints des îles Hawaï. Elle est conservatrice, chargée des oiseaux, au département de zoologie des vertébrés du Musée national d'histoire naturelle des États-Unis à Washington (district de Columbia).

## Jeunesse
Helen James naît dans un hôpital militaire à Hot Springs (Arkansas), de deux parents écologistes. Elle grandit dans une ferme au pied du mont Kessler, près de Fayetteville (Arkansas), dans la région des monts Ozarks. Alors qu'elle a huit ans, sa famille s'installe dans une maison autoconstruite dans les bois ;  elle développe un intérêt pour l'histoire naturelle et l'archéologie. Ses parents l'encouragent et l'emmènent, ainsi que sa sœur, faire des randonnées dans les monts Ozarks, dans le Sud-Ouest des États-Unis et au Mexique. Elle trouve, à cette occasion, des artefacts amérindiens, ce qui l'amène, à l'âge de douze ans, à rejoindre une association locale d'archéologie (Northwest Arkansas Archaeological Association). Le père d'Helen James obtient une bourse du programme Fulbright, et la famille s'installe à Cape Coast, au Ghana.

## Études
À son retour du Ghana, âgée de seize ans, elle rejoint l'université de l'Arkansas, dont elle sort diplômée en 1977, après des études en archéologie et en anthropologie physique.
Durant ses études, elle participe bénévolement à des travaux d'été au département de paléobiologie du Musée national d'histoire naturelle à Washington D.C. Elle mène aussi des recherches sur des squelettes d'Amérindiens à la section d'anthropologie physique et travaille sur la systématique et l'anatomie des colibris avec Richard Zusi (en).

## Carrière
Après son diplôme, Helen James continue à travailler avec Richard Zusi. Lorsque sa bourse arrive à son terme, elle accepte un poste consistant à aider Storrs Olson à identifier les fossiles d'oiseaux des îles Hawaï dont de nombreuses espèces ne sont pas décrites. Cette étude devient une collaboration à long terme pour Olson et James, qui se marient en 1981.
En 2000, Helen James obtient un doctorat (PhD) en zoologie de l'université d'Oxford, avec une thèse sur l'ostéologie et la phylogénie comparées des drépanidinés d'Hawaï. Elle conduit aussi des recherches sur les fossiles de vertébrés et la paléoécologie de Madagascar, l'ostéologie et la phylogénie comparatives des passériformes et l'évolution des ansériformes insulaires.
Helen James siège au conseil exécutif de la Society of Avian Paleontology and Evolution et au conseil de l'Institut américain des sciences biologiques (en).